# Adriana Faranda
Adriana Faranda, coneguda amb el nom de guerra d'«Alexandra», (Tortorici, 7 d'agost de 1950) és una activista política italiana, militant de les Brigades Roges durant la dècada de 1970 dels Anys de plom.
Després d'haver militat en algunes formacions menors de lluita armada activa a Roma, l'estiu de 1976 va entrar a formar part de les Brigades Roges, juntament amb el seu company d'aleshores Valerio Morucci, dirigint la columna romana i duent a terme un paper important durant l'Operació Fritz, responsable del segrest i assassinat d'Aldo Moro. El gener de 1979 es va desmarcar de l'organització armada per desavinences estratègiques i va acabar fundant el Moviment Comunista Revolucionari. Detinguda el 30 de maig de 1979, juntament amb Morucci, durant els anys 1980 es va dissociar de la defensa de la lluita armada per beneficiar-se de reduccions de pena previstes per la llei de 18 de febrer de 1987, i va sortir de la presó el 1994.

## Trajectòria

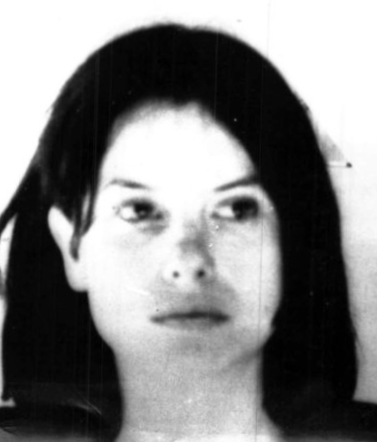
Faranda a la foto publicada per la policia.

Faranda va néixer i créixer al municipi de Tortorici, situat a la província de Messina, en un ambient de família burgesa (el pare treballava com a advocat general de l'Estat a Messina). Una vegada va acabar el cicle regular d'estudi a Sicília, es va matricular a la facultat de Lletres de La Sapienza de Roma, on va tenir molts mitjans de formació de consciència política, començant a militar a les files de Potere Operaio. El 1970 es va casar amb Luigi Rosati, a l'època dirigent de Potere Operaio, amb qui l'any següent va tenir una nena, l'Alexandra, anomenada en honor a la revolucionària marxista russa Aleksandra Kol·lontai.
L'any 1973, al costat d'altres militants, entre els quals Bruno Seghetti i el seu nou company Valerio Morucci, va fundar el grup Lotta Armada Potere Proletario (LAPP), braç armat de Potere Operaio. Successivament, va entrar amb Morucci a les Brigades Roges, en les quals va cobrir papers directius amb el nom en codi d'«Alexandra», en referència a la seva filla homònima de la cèlebre revolucionària.

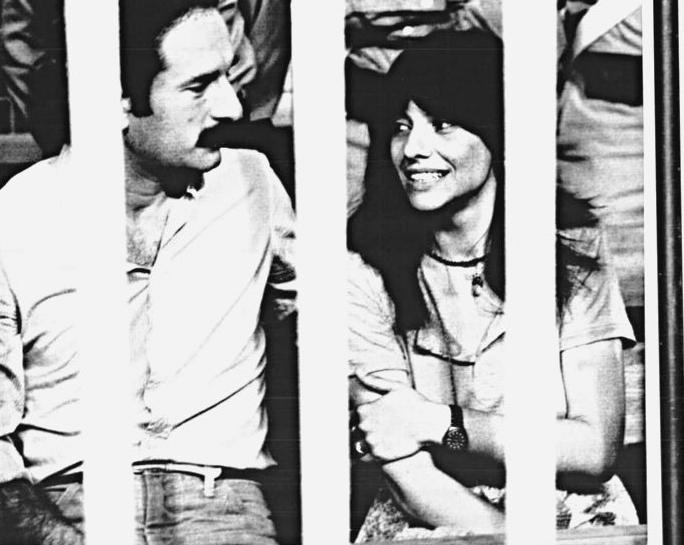
Valerio Morucci i Adriana Faranda durant el procés Moro (1980)

Integrant de la direcció de les Brigades Roges, va formar part de la columna romana (juntament amb Bruno Seghetti, Valerio Morucci, Mario Moretti, Prospero Gallinari, Germano Maccari i Barbara Balzerani) que van organitzar l'Operació Fritz de segrest i assassinat del polític Aldo Moro. Durant el segrest de l'aleshores president del partit Democràcia Cristiana, va actuar com a «missatgera». El gener de 1979, per dissensos interns, va decidir abandonar l'organització armada juntament amb Valerio Morucci. Una vegada fora de les Brigades Roges, els dos van tractar de crear, al costat d'altres activistes, una nova formació de lluita armada: el Moviment Comunista Revolucionari (MCR).
Tanmateix, després del segrest de Moro, va ser identificada com aquella que havia adquirit les tres gorres d'Alitalia usades durant l'emboscada de via Fani. El 29 de maig de 1979 va ser detinguda a Roma, a l'apartament situat al quart pis de l'avinguda Juli Cèsar, 47. Juntament amb ella també van ser detinguts Morucci i la propietària de l'apartament, Giuliana Conforto (vella militant de grups de l'esquerra extraparlamentària, entre elles Poder Operaio, així com filla de Giorgio Conforto, espia del KGB). Després d'això, va ser una de les promotores de la pràctica de la «dissociació» (admissió de les pròpies responsabilitats en les accions atribuïdes, sense assumir la denúncia de còmplices o col·laboració estreta amb les forces de l'orde), a què les institucions van respondre amb la llei del 18 de febrer de 1987, en base a la qual, juntament amb tots els altres dissociats, es va beneficiar de l'exhonerament de la pena i va reconstruir el seu propi paper en la dinàmica del segrest de Moro durant el transcurs dels diversos processos. El 1994 va sortir en llibertat condicional. Va ser autora d'una autobiografia, en què explica els seus anys transcorreguts a la presó després d'abandonar la militància de les Brigades Roges.
Al llarg dels anys següents s'ha compromès en actes de justícia restaurativa, que narra i analitza a Il libro dell'incontro. Vittime e responsabili della lotta armata a confronto, volum publicat el 2015 per Saggiatore. En diverses ocasions, també parla públicament de justícia restaurativaamb parents de les víctimes de lluita armada, com a Agnese Moro, una dels fills d'Aldo Moro, i Giorgio Bazzega, fill del mariscal d'antiterrorisme Sergio Bazzega.

## En els mitjans de comunicació
- Buongiorno, notte: pel·lícula de 2003, interpretada per Maya Sansa. El personatge de «Chiara», encara que fictici, és un calc de les brigatistes Adriana Faranda i Anna Laura Braghetti.
- Aldo Moro - Il presidente: minisèrie de televisió de 2008, interpretada per Donatella Finocchiaro.
- Exterior nit: pel·lícula de 2022, interpretada per Daniela Marra. Adaptat també en minisèrie de televisió de tres episodis, emesa per RAI 1 el 14, 15 i 17 de novembre de 2022.
- El siero della vanità: pel·lícula de 2004, dirigida per Alex Infascelli (2004), en la qual realitza un cameo.

## Obres
- Il volo della Farfalla (en italià).  Milà: Rizzoli, 2006. ISBN 88-17-01053-7.